# روبيانا
روبيانا (بالإسبانية:Rubiá) هي بلدية تقع في مقاطعة أورينسي التابعة لمنطقة غاليسيا شمال غرب إسبانيا. بلغ عدد سكانها 1448 نسمة اعتبارًا من عام 2016 وتبلغ مساحتها 101 كيلومتر مربع.

## روابط خارجية
- الموقع الرسمي